# Гордион
Гордион или Гордијум (грч. Γόρδιον, [], лат. Gordium, тур. Gordion или Gordiyon) је антички град некада главни град Фригије у Малој Азији.